# Tóth Károly (színművész, 1990)
Tóth Károly (Kassa, 1990. szeptember 17. –) magyar színész.

## Életpályája
A helyi Márai Sándor Magyar Tanítási Nyelvű Alapiskola és Gimnázium elvégzése után (1997-2010), 2010-ben a Pozsonyi Színművészeti Főiskolán folytatta tanulmányait Peter Mankovecký és Peter Šimun osztályában, ahol 2015-ben végzett. Az egyetem után évekig tagja volt a Komáromi Jókai Színháznak. Vendégszerepelt a Nemzeti Színházban, a Bartók Kamaraszínházban, a Kassai Thália Színházban. 2020-tól Budapesten él szabadúszó színészként.

## Színházi szerepek

### Vörösmarty Színház(Székesfehérvár)
- José Fernandez – Jacques Levy – Steve Margoshes: Fame (Tyrone)
- Presser Gábor – Sztevanovity Dusán: A padlás (Rádiós)

### KGSzT
- Zalán Tibor – Vigyázat, a tetőn angyalok járnak – (Kéményseprő)
- Tersánszky-Örkény – Kakuk Marci – (Kakuk Marci)
- Slawomir Mrožek – Özvegyek – (Rómeó)

### Kassai Thália Színház
- Tersánszky J. Jenő– Kakuk Marci szerencséje – (Kaci)
- Presser – Sztevanovity – Horváth – A padlás – (Üteg)
- Dés – Nemes – Böhm – Korcsmáros – Horváth – Valahol Európában – (Csóró-beugrás)
- Presser - Sztevqnovity - Horváth - A padlás (Barrabás/Révész - beugrás)

### Pozsonyi Színművészeti Egyetem (VŠMU)
- Slawomir Mrožek – Na šírom mori (Nagy)
- Corneille – Az illúzió (Alkander, Adraste, Mórölő, Börtönőr, Florilame)
- Fellini – Garajová – Skúška orchestra (Karol)
- Albee – Varga – Hodoň – Domáci miláčik (Peter)
- Musset – Marianine rozmary (Claudio)
- Richard Bean – Dvaja na jedného (Charlie Clench)
- Shakespeare – Macbeth (Banquo)

### Komáromi Jókai Színház
- Székely János – Caligula helytartója (Probus)
- William Shakespeare – III. Richárd (Sir Robert Brakenbury)
- Fenyő Miklós – Tasnádi István: Made in Hungária (Röné)
- William Shakespeare: A velencei kalmár (Lorenzo)
- Pille Tamás – Juhász Levente: A három kismalac (Károgi, Csiga Csabi, Százlábú)
- Mikszáth Kálmán – Závada Pál: Különös házasság (Buttler János)
- Spiró György: Csirkefej (Srác)
- Mihail Bulgakov: Álszentek összeesküvése (Charles de La Grange)
- Michael Frayn: Függöny fel! (Garry Lejeune)
- Dés László – Geszti Péter – Békés Pál: A dzsungel könyve (Sir Kán)
- Tersánszky J. Jenő: Misi mókus kalandjai (Fakír)
- Parti Nagy Lajos: Tisztújítás (Darabos Jurátus)
- Tauno Yliruusi: Börtönkarrier (Revizor, Rendőr)
- Arthur Miller: Az ügynök halála (Biff)
- Henrik Ibsen: A nép ellensége (Billing)
- William Shakespeare: Rómeó és Júlia (Tybalt)
- Heltai Jenő: Naftalin (Laboda Péter)
- Simai Kristóf – Szarka Gyula: Zsugori (Károly)
- Fjodor Mihajlovics Dosztojevszkij: A félkegyelmű (Gánya)
- Presser Gábor – Sztevanovity Dusán – Horváth Péter: A padlás (Barrabás, Révész)
- John Kander – Fred Ebb – Joe Masteroff: Kabaré (Konferanszié)

### Nemzeti Színház
- Gárdonyi Géza – Zalán Tibor: Egri csillagok (Bolyki Tamás)

### Bartók Kamaraszínház Dunaújváros[6]
- Molnár Ferenc: Liliom (Hollunderné)

### PopUp Produkció
- Varga Lóránt: Egykutya (Honda)

### TheArt művészeti ügynökség
- Görgey Gábor – Komámasszony, hol a stukker (Cuki)
- Egressy Zoltán - Sóska, sültkrumpli (Szomorúszájú)

## Filmes és televíziós szerepei
- Nagyúr (Duna, 1998)
- Doktori (Markíza, 2014)
- Drága örökösök (RTL Klub, 2018)
- Jófiúk (RTL Klub, 2019)
- Barátok közt – Somogyi Simon (RTL Klub, 2019–2021)[7]
- Mellékhatás – ügyeletes rendőr (RTL Klub, 2020)
- A mi kis falunk – Kocsányi (RTL, 2022)
- Druhá Šanca – Daniel Černý (Markíza, 2022)
- Tvoja tvár znie povedome (Markíza, 2022)
- Dunaj, k vašim službám – Erwin Steiner (Markíza, 2023)

## Díjak
- Legjobb férfi epizódszereplő – Egressy Béni Országos Színjátszó Fesztivál (2008)
- Alakításdíj  – 45. Jókai napok
- Ferenczy Anna-díj (2009)
- Ferenczy Anna-díj (2015)
- Ferenczy Anna-díj (2017)